# Otto Lellep

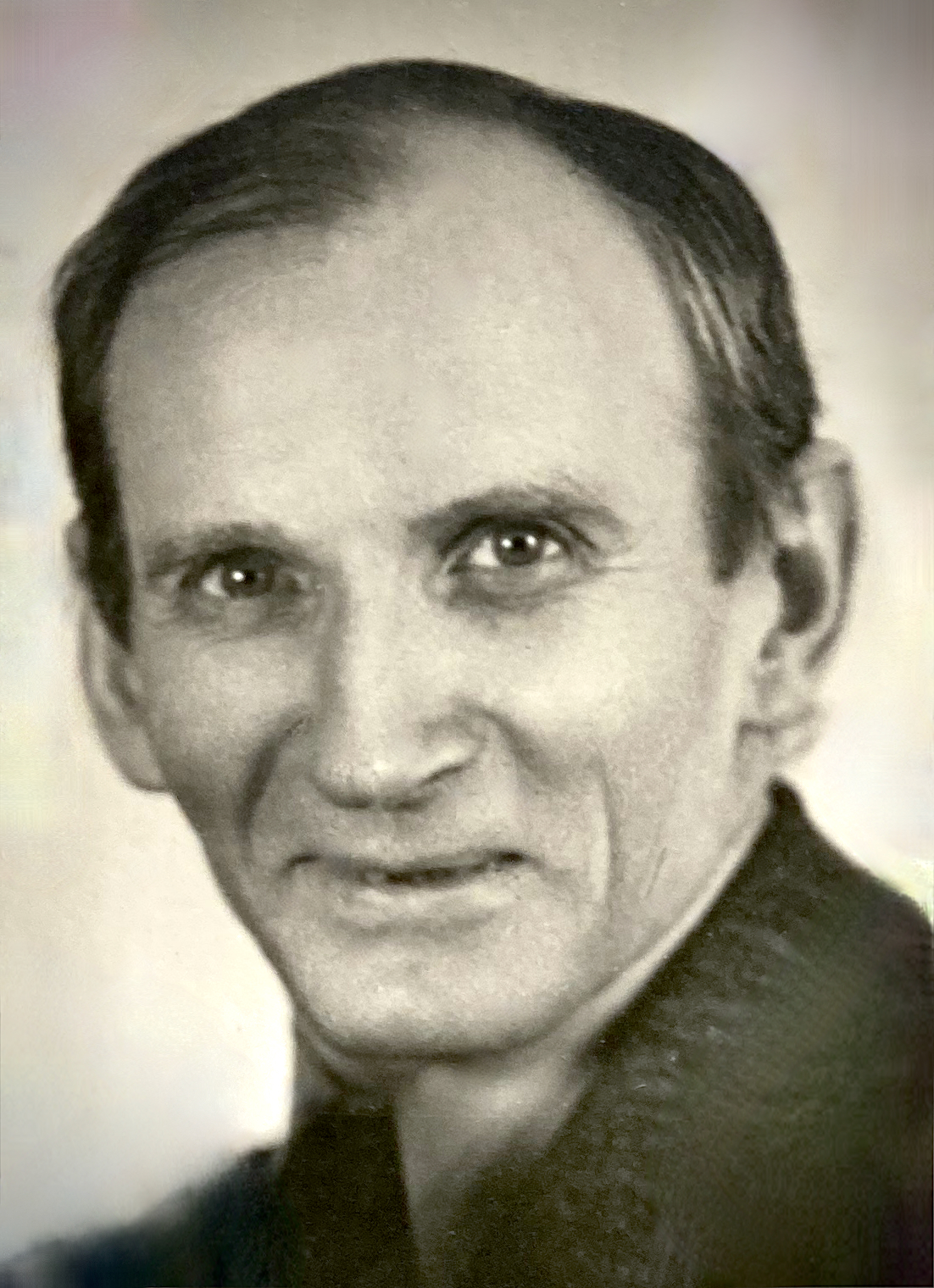
Otto Lellep, 1939

Otto G. Lellep (* 29. September 1884 in Viljandi (Estland); † 18. Oktober 1975 in Fort Myers (Cape Coral, Florida, USA)) war ein Erfinder und Metallurgieingenieur.

## Lebensweg
Otto Lellep wurde 1884 als Kind von Jüri Lellep (1841–1908) und Liisu Lellep (geb. Pender, 1839–1893) auf einem Bauernhof in der Nähe von Viljandi geboren und besuchte die „Petri-Realschule zu Reval“ (heute: Tallinn Secondary School of Science). Von 1906 bis 1910 studierte er Metallhüttenkunde an der Bergakademie Clausthal. Für seinen zweijährigen Militärdienst musste er im Anschluss nach Moskau. Von 1912 bis 1914 leitete er die Firma „Gebr. Lellep“ in Narva.
Zum Beginn des Ersten Weltkriegs wurde er in der Schlacht um Łódź verwundet. Während des Krieges erfand er ein vereinfachtes Verfahren für die Entschwefelung von Nickel. Als er 1917 in die USA ging, um Bestandteile für die Nickelgewinnung zu erwerben, verhinderte die Oktoberrevolution seine Rückkehr. Nachdem er an der Columbia University in New York City sein Verfahren zur Gewinnung von Monelmetall mit einer Sauerstoffflamme vorgeführt hatte, begann er im Auftrag der International Nickel Company entsprechende Schmelzöfen zu entwickeln. Im Jahr 1923 wurde er US-amerikanischer Staatsbürger.
1926 kehrte er nach Estland zuürck und arbeitete an den Grundlagen zu einem Ofen, den er während seiner Tätigkeit als Ingenieur bei Polysius in Dessau 1927 bis 1930 fertig stellte. Der „Lepol“-Ofen reduzierte den Energieaufwand für die Herstellung von Zement und die Verarbeitung von Eisenerz deutlich. „Lepol“ ist eine Kombination aus „Lellep“ und „Polysius“. 1930 wurde er hierfür an der Technischen Hochschule Braunschweig zum „Dr. Ing.“ promoviert.
Zwischen 1936 und 1940 hatte Lellep in der Gutehoffnungshütte in Oberhausen die Gelegenheit, Versuche im Herdofen und im Konverter unter Verwendung von konzentriertem Sauerstoff zu machen. Hier arbeitete er an Grundlagen der späteren Sauerstoffmetallurgie. Da das Reichswirtschaftsministerium des „Dritten Reiches“ nach Lelleps im Ausland angelegter Alterssicherung trachtete, zog Lellep 1940 wieder in die USA und die Versuche wurden nicht fortgeführt. Weitere Arbeiten durch Robert Durrer führten letztlich zum Linz-Donawitz-Verfahren. In Anerkennung seiner Ingenieurstätigkeit erhielt Lellep 1960 zusammen mit Robert Durrer die Carl-Lueg-Denkmünze des Vereins Deutscher Eisenhüttenleute.
Wieder in den USA wirkte Lellep an Verbesserungen des „Lepol“-Ofens und arbeitete später daran, Pellets aus metallischem Magnesium aus Meerwasser herzustellen. Ab 1949 arbeitete er bis in die 1960er Jahre für Allis-Chalmers in Milwaukee.
Er war verheiratet mit Frieda Aina Lellep (geborene Brandt, 1892–1964), das Paar hatte zwei Töchter.

## Werke
- Wärmetechnische Untersuchungen über den Wärmeaufwand beim Zementbrennen. Verbund-Rost-Drehofen, Dessau 1930.